# Plaatgat
Het Plaatgat is een voormalige vaargeul ten noordwesten van Schiermonnikoog in de provincie Friesland. De vaargeul werd in februari 2011 opgeheven en de betonning werd verwijderd.
De tonnen lagen er sinds minstens 1866, toen de Minister van Marine meldde dat de betonning was verbeterd. Na aandringen van de provincie Groningen en de visafslag Lauwersoog, richtte in 1993 de provincie Groningen een werkgroep op die een eventuele uitdieping van het Plaatgat onderzocht. Een eenmalige uitdieping van de vaargeul zou ongeveer één miljoen gulden kosten. Rijkswaterstaat gaf aan alleen bereid te zijn het Plaatgat uit te diepen als er meer partijen mee zouden betalen. Dit gebeurde echter niet en de plannen werden nooit gerealiseerd. Op 7 juli 1995 vroeg de Nederlandse Aardolie Maatschappij toestemming voor een proefboring in het Plaatgat. De Waddenvereniging diende een bezwaar in, maar er werd uiteindelijk op 25 november 1996 toch toestemming gegeven. In 2011 verwijderde Rijkswaterstaat de betonning en op 15 februari van dat jaar werd de vaargeul opgeheven, omdat de vaargeul steeds smaller en ondieper werd.
De enige nog bestaande vaargeul tussen Ameland en Schiermonnikoog in, is het Westgat.